# Лінде (річка)
Лінде (якут. Лииндэ өрүс) — річка в Східному Сибіру Росії, протікає по території Жиганського та Кобяйського улусів, Республіки Саха (Якутія). Ліва притока річки Лени. Належить до водного басейну Лени → моря Лаптєвих.

## Географія
Річка бере свій початок в східній частині Середньосибірського плоскогір'я, на висоті 300 м над рівнем моря, тече в південно-східному, а в нижній течії — східному напрямках. У верхів'ї порожиста, далі тече Центральноякутською низовиною, по заболоченій долині в сильно звивистому руслі. Впадає у річку Лену із лівого берега, за 985 км від її гирла, на південь від острова Киччен.
Довжина річки — 804 км, площа басейну — 20 000 км². Середній похил становить — 0,32 м/км. Живлення в основному снігове та дощове. Замерзає на початку жовтня, розкривається в другій половині травня.
Береги річки практично не заселені. Іноді зустрічаються споруди для тимчасового проживання мисливців — зимники, та в середній течії, розташоване нежиле поселення — Старий Лінде.

## Притоки
Річка Лінде приймає більше півсотні приток, довжиною більше 10 км. Найбільших із них, довжиною понад 50 км — 7 шт. (від витоку до гирла):
| Назва притоки | Довжина,(км) | Площа водозбірного басейну, (км²) | Відстань від гирла Лінде, (км) | Витрата води,(м³/с) |
| ліві притоки  | ліві притоки | ліві притоки                      | ліві притоки                   | ліві притоки        |
| ------------- | ------------ | --------------------------------- | ------------------------------ | ------------------- |
| Даалдин       | 52           |                                   | 742                            |                     |
| Себірдех      | 148          | 1510                              | 684                            |                     |
| Логумаар      | 59           |                                   | 602                            |                     |
| Серки         | 209          | 2210                              | 578                            |                     |
| Бекетиї       | 62           |                                   | 116                            |                     |
| Делінде       | 200          | 2060                              | 69                             |                     |
| праві притоки |              |                                   |                                |                     |
| Батии-Юреге   | 53           |                                   | 279                            |                     |